# 馬留薩國家公園
9°28′N 61°27′W / 9.467°N 61.450°W

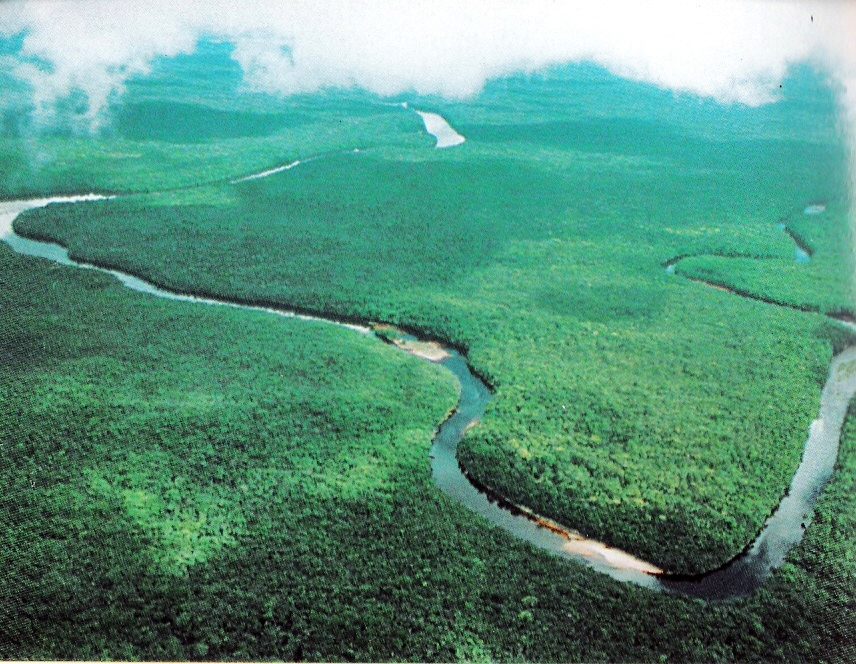

馬留薩國家公園是委內瑞拉的國家公園，位於該國東北部，由阿馬庫羅三角洲州負責管轄，面積3,310平方公里，始建於1991年6月5日，該地區有超過200條主要河流。